# 龟兹故城
龟兹故城遗址，又称哈拉墩遗址、玛扎不坦古城、皮朗古城，位于新疆维吾尔自治区阿克苏地区库车市，第七批全国重点文物保护单位。据考证，龟兹故城即为汉时龟兹的延城，唐时的伊罗卢城旧址。

## 历史
1958年，中国考古学家黄文弼在哈拉墩遗址发现大量汉代五铢钱。

## 备注
1. ↑  库车县已在2019年撤县设市[1]